# Paris-Caen
Paris-Caen est une course cycliste disputée entre Paris et Caen (Calvados), en France de 1902 à 1909 et de 1923 à 1946.

## Palmarès
| Année     | Vainqueur                      | Deuxième           | Troisième           |
| --------- | ------------------------------ | ------------------ | ------------------- |
| 1902      | Eugène Bernaud                 | Maurice Mathias    | Lorphelin           |
| 1903      | René Pottier et Marcel Cadolle |                    | Maurice Mathias     |
| 1904      | Gabriel Petit                  | Paul Armbruster    | Jourdain            |
| 1905      | Marcel Cadolle                 | Marcel Berthet     | Gustave Garrigou    |
| 1906      | Pierre Frère                   | Philippe Leroux    | Marcel Berthet      |
| 1907      | Auguste Sabatier               | Albert Colboc      | Marius Chocque      |
| 1908      | Philippe Leroux                | Émile Dalifard     | Alphonse Charpiot   |
| 1909      | Léon Vallotton                 | Gaston Lorrain     | E. Legrand          |
| 1910-1922 | Pas de course                  | Pas de course      | Pas de course       |
| 1923      | Pierre Beffarat                | Charles Parel      | Alphonse Groslimond |
| 1924      | Marcel Colleu                  | Marcel Godard      | Marcel Bidot        |
| 1925      | Camille Van de Casteele        | Charles Mondelaers | Marcel Godard       |
| 1926      | Camille Van de Casteele        | Alexis Blanc-Garin | Angelo Gremo        |
| 1927      | Roger Grégoire                 | Julien Vervaecke   | Alexis Blanc-Garin  |
| 1928      | Pierre Beffarat                | Arsène Alancourt   | Joseph Mauclair     |
| 1929      | Jules Merviel                  | Albert Barthélémy  | Pierre Magne        |
| 1930      | André Leducq                   | Antonin Magne      | Jules Merviel       |
| 1931      | Roger Bisseron                 | Ferdinand Le Drogo | André Leducq        |
| 1932      | Benoît Faure                   | Julien Moineau     | Sylvain Marcaillou  |
| 1933      | René Le Grevès                 | Léon Le Calvez     | Joseph Mauclair     |
| 1934      | Jean Noret                     | Sylvain Marcaillou | Adrien Buttafocchi  |
| 1935      | Maurice Archambaud             | Jean Noret         | Léon Level          |
| 1936      | Émile Ignat                    | Paul Maye          | Louis Thiétard      |
| 1937      | Raoul Lesueur                  | André Auville      | Guy Lapébie         |
| 1938      | René Le Grevès                 | Sauveur Ducazeaux  | Pierre Cloarec      |
| 1939      | Louis Thiétard                 | Gérard Virol       | Lucien Lauk         |
| 1941      | René Debenne                   | Louis Thiétard     | Robert Oubron       |
| 1945      | Louis Thiétard                 | Gabriel Gaudin     | Jean Robic          |
| 1946      | Jean Guéguen                   | Henri Aubry        | René Lauk           |